# Harry Nicholls Holmes
Pour les articles homonymes, voir Holmes.
Harry Nicholls Holmes (10 juillet 1879 à Fayetteville, en Pennsylvanie - 1er juillet 1958) est un chimiste et universitaire américain, principalement connu pour ses recherches sur les vitamines et en particulier sur la vitamine C.

## Biographie
Harry Nicholls Holmes étudia à l'université Johns-Hopkins, où il suivit entre autres les cours de l'historien de la chimie Ira Remsen. Sa thèse Electric Osmose fut publiée en 1907. La même année, il devient professeur au Earlham College, puis, en 1917, au Oberlin College, où il devient président du département de chimie.
En 1936 il isola et cristallisa la vitamine A. Il montra que de fortes doses de vitamine B1 pouvaient prévenir du mal de mer. De plus, il rédigea un grand nombre de publications scientifiques sur le traitement des allergies par la vitamine C. Durant la Seconde Guerre mondiale, il montra que de fortes doses de vitamine C diminuaient fortement les chocs dus aux blessures, interventions chirurgicales, et les accidents en général.
Il fut membre du Conseil national de la recherche et présida en 1942 l'American Chemical Society. Holmes rédigea de nombreux ouvrages destinés à l'enseignement de la chimie, dont General Chemistry (1933), Introductory colloid chemistry, (1934), Introductory college chemistry (1946) et bien d'autres, ainsi qu'un ouvrage sur l'histoire de la chimie intitulé Out of the test tube. Il fut lauréat du prix James Flack Norris en 1955.